# 李義琰
李 義琰（り ぎえん、生年不詳 - 688年）は、唐代の官僚・政治家。本貫は魏州昌楽県。

## 経歴
癭陶県令の李玄徳の子として生まれた。若くして進士に及第し、太原県尉に任じられた。李勣が并州都督となると、并州の属僚たちは李勣の威風に恐縮したが、義琰はひとり面と向かって理非曲直を説いたので、李勣は義琰を礼遇した。義琰は麟徳2年（665年）に白水県令となり、有能で知られた。刑部員外郎に任じられた。上元2年（675年）、中書侍郎に累進した。上元3年（676年）、同中書門下三品（宰相）となった。儀鳳2年（677年）、太子右庶子を兼ねた。武則天が国政に参与するようになると、高宗は武則天に摂知国事をつとめるよう詔を下そうとしたが、義琰と中書令の郝処俊が強く反対したため、そのことは中止された。義琰は身長が8尺あり、博学で物事を多く知っていた。高宗の諮問があるたびに、義琰の言は懇切で率直だった。調露2年（680年）、章懐太子李賢の廃位にあたって、高宗は東宮官の罪を全て赦したため、太子左庶子の薛元超らはみな喜んだが、義琰はひとり太子の失脚を自責して泣いた。
義琰の邸には寝殿がなかったため、弟の李義璡が邸を増築するための材木を送ってきた。義琰は広壮な邸宅を建てるつもりはないと、材木を放置して腐らせてしまった。のちに義琰は父母を改葬したが、母の兄の墓を移してしまった。高宗はこのことを知ると、外家を侮り軽んずるような人物は、知政事（宰相）にふさわしくないといって怒った。義琰はこれを聞いて不安になり、足の病を理由に引退を願い出た。弘道元年（683年）、銀青光禄大夫の位を加えられ、致仕を許された。東都洛陽の田里に帰ろうとすると、公卿以下が通化門外で餞別し、当時の人は漢の疏広・疏受にたとえた。垂拱元年（685年）、義琰は懐州刺史として起用されることになった。義琰は武則天の懇意を失ったことを自覚して、禍が及ぶのを恐れ、固辞して受けなかった。垂拱4年（688年）、家で死去した。
子に李超があり、殿中侍御史となった。

## 伝記資料
- 『旧唐書』巻81 列伝第31
- 『新唐書』巻105 列伝第30